# Ukromne (Simferopol)
Ukromne (în ucraineană Укромне) este localitatea de reședință a comunei Ukromne din raionul Simferopol, Republica Autonomă Crimeea, Ucraina.

## Demografie
Componența lingvistică a localității Ukromne
     Rusă (71,98%)
     Tătară crimeeană (19,28%)
     Ucraineană (7,93%)
     Alte limbi (0,19%)
Conform recensământului din 2001, majoritatea populației localității Ukromne era vorbitoare de rusă (71,98%), existând în minoritate și vorbitori de tătară crimeeană (19,28%) și ucraineană (7,93%).